# Reencarnación
"Reencarnación" é uma canção de Thalía, lançada como o quarto single do seu álbum Arrasando. Foi um hit single em toda a América Latina. Seu videoclipe também foi um sucesso. Para promover a música, ela apareceu em vários programas de TV para cantar a música. "Reencarnación" é uma poderosa música de dance latina.

## História
"Reencarnación" fala sobre um amor que dura a eternidade. Ela afirma que, embora seu amor continuem se encontrando por várias vidas, ela não quer se apaixonar novamente. A música apresenta sonoridades do Oriente Médio. Foi composto por Thalía.

## Single
1. Reencarnación (Edição de rádio) - 3:53

## Desempenho nas tabelas musicais

### Posições
| Chart (2001)                                 | Maior posição |
| -------------------------------------------- | ------------- |
| Estados Unidos (Billboard Hot Latin Airplay) | 30            |
| Estados Unidos (Billboard Hot Latin Songs)   | 30            |
| Estados Unidos (Billboard Latin Pop Airplay) | 17            |